# Utah Grizzlies (1995–2005)
Utah Grizzlies – amerykański klub hokeja na lodzie..

## Historia
Klub Utah Grizzlies został kontynuatorem Denver Grizzlies (1994-1995). Drużyna od 1995 do 2001 grała w IHL, a od 2001 do 2005 w AHL. Po sezonie 2004/2005 zawieszono działalność, a w 2006 podmiot prawny przeniesiono do Cleveland, gdzie od 2007 do 2016 istniał klub Lake Erie Monsters. W 2016 powstał Cleveland Monsters.
Areną drużyny był obiekt Delta Center w Salt Lake City, a od 1997 hala E Center w West Valley City na przedmieściach Salt Lake City. 
Od 2005 istnieje klub Utah Grizzlie w ECHL.

## Sukcesy
- Mistrzostwo w sezonie regularnym UHL: 1995
- Mistrzostwo dywizji CHL: 1995
- Puchar Turnera – mistrzostwo IHL: 1994, 1995